# Royuela
Royuela település Spanyolországban, Teruel tartományban. Royuela Albarracín községgel határos. Lakosainak száma 225 fő (2024).

## Népesség
A település népessége az utóbbi években az alábbiak szerint változott:
| Lakosok száma | 237  | 225  | 224  | 240  | 247  | 227  | 209  | 204  | 225  | 225  |
|               | 2001 | 2004 | 2007 | 2009 | 2012 | 2014 | 2017 | 2019 | 2022 | 2024 |